# Олови (месторождение)
Олови — нефтяное месторождение в Габоне, которое находится в акватории Атлантического океана. Открыто в июне 2000 года. Разработка началась в апреле 2009 года.
Нефтеносность связана с отложениями мелового возраста. Начальные запасы нефти составляет 50 млн тонн.
Оператором месторождения является нефтяная компания Canadian Natural Resources. Суточный объем добычи составляет 25 тыс. баррелей. Разработка вёдётся четырьмя подводными скважинами.